# Auza
Auza es una localidad española y un concejo de la Comunidad Foral de Navarra perteneciente al municipio de Ulzama. Está situado en la Merindad de Pamplona, en la Comarca de Ultzamaldea. Su población en 2014 fue de 165 habitantes (INE).

## Geografía física
Situado en la zona central del valle de Ulzama, limita al oeste con Juarbe y Elzaburu, al este con Larráinzar, y al sur con Larrainzar, el concejo de Beunza (de Atez) y la facería n.º 46 que lo separa de Beunza 
El término concejil, con una superficie de 3,57 km² queda dividido por la carretera NA-411 que lo atraviesa de NO a SE en dos zonas de muy distinta topografía: la parte nordeste, prácticamente llana y con cultivos herbáceos de secano está ocupada por la cuenca del río Arquil que la recorre de noroeste (560 m s. n. m.) a sudeste (542 m s. n. m.), en esta llanura y cerca de la carretera discurre el arroyo Sasondolo; la parte del suroeste, cubierta mayoritariamente por bosque de hayas, se eleva hacia el oeste desde una altura aproximada junto a la carretera de 548 m s. n. m., hasta alcanzar 710 m s. n. m., en punto más meridional de Auza, en su muga con Beunza.
La mitad nordeste de Auza queda incluido en la Zona de Especial Conservación (ZEC) de los Robledales de Ulzama y Basaburua (ES 2200043), quedando incluido el resto del concejo en el área sensible de la ZEC; el conjunto de ambos espacios ha sido declarado Paisaje Protegido. La mayor parte del término concejil, excluyendo los terrenos más cercanos de la carretera NA.411, al norte y al sur, es ocupado por Montes de Utilidad Pública. 
Junto al núcleo urbano de Auza, desde la carretera NA-411 parte la NA-4116 que tras un recorrido de 2,5 km llega al núcleo urbano de Elzaburu.

## Toponimia
No se ha formulado una etimología con aceptación general de Auza; aunque debe recordarse que el término auzo se utiliza en euskera para referirse a vecindad o barrio (de ahí, por ejemplo auzolan, para referirse al trabajo vecinal) y son abundantes los topónimos que incluyen esa raíz En el Libro del Rediezmo de 1268, aparece documentada como Aytça; en el libro de los fuegos de 1427 y 1428, como Aoyça; y en 1514, en el recuento de casas de ese año, ya como Auza.

## Historia
Auza queda documentada en el libro del rediezmo de 1268, con la grafía de Aytça; en ese mismo siglo los Hospitalarios de San Juan eran titulares de 7 collazos en Auza y lugar estaba vinculado a la corona. Además de la cuota que le correspondiese de la pecha anual que debía satisfacer el valle de Ulzama, en 1280 este pueblo debía entregar 20 sueldos en concepto de "caldera". En 1427, tal como recoge el libro de fuegos de ese año, Auza era la segunda población del valle en número de fuegos, tenía 10; superada solo por Ilarregui, con 18.
En 1418 era el único pueblo del valle que debía hacer satisfacer la pecha "beraurdea" o "eyurdea", lo que se consideraba deshonroso; por esto los vecinos pidieron al rey Carlos III que les librase de esa pecha, argumentando que esto hacía que los pueblos vecinos no quisiesen casar a su hijos con los de Auaz; ese mismo año el rey les libró de esa pecha, reduciéndola a un censo de 10 sueldos, como los demás pueblos del valle.

## Demografía
| Edad (años) | Total | Varones | mujeres |
| menos de 7  | 50    | 20      | 30      |
| 7 a 16      | 22    | 11      | 11      |
| 16 a 25     | 25    | 17      | 8       |
| 25 a 40     | 43    | 22      | 21      |
| 40 a 50     | 20    | 12      | 8       |
| más de 50   | 33    | 17      | 16      |
| Total       | 193   | 125     | 128     |

En 1768, bajo la dirección del Conde de Aranda, se llevó a cabo el primer censo general de todo el Reino, considerado el primer censo moderno realizado en Europa; en él se contabilizaron en Auza 72 habitantes. En 1787 el Conde de Floridablanca dirigió un nuevo censo, en el que la recogida de datos fue especialmente sistemática y completa: en la tabla que se incluye al margen se recogen los datos de Auza; la población de Azua en 1787 era de 193 y la de conjunto del valle, 1835; por tanto la población de Auza suponía el 10,52% de la de todo el valle.
Una población que, como puede verse en la tabla que sigue, ha aumentado ligeramente en la actualidad:
| Entidades de población           | 2000   | 2002   | 2004   | 2006   | 2008  | 2010  | 2012  | 2014  | 2016  | 2018   |
| Auza                             | 184    | 180    | 176    | 168    | 164   | 164   | 162   | 165   | 161   | 156    |
| ULZAMA                           | 1606   | 1606   | 1608   | 1656   | 1651  | 1694  | 1698  | 1668  | 1667  | 1655   |
| % población Auza respecto ULZAMA | 11,40% | 11,21% | 10,95% | 10,34% | 9,93% | 9,68% | 9,54% | 9,89% | 9,66% | 9,43 % |

## Núcleo urbano

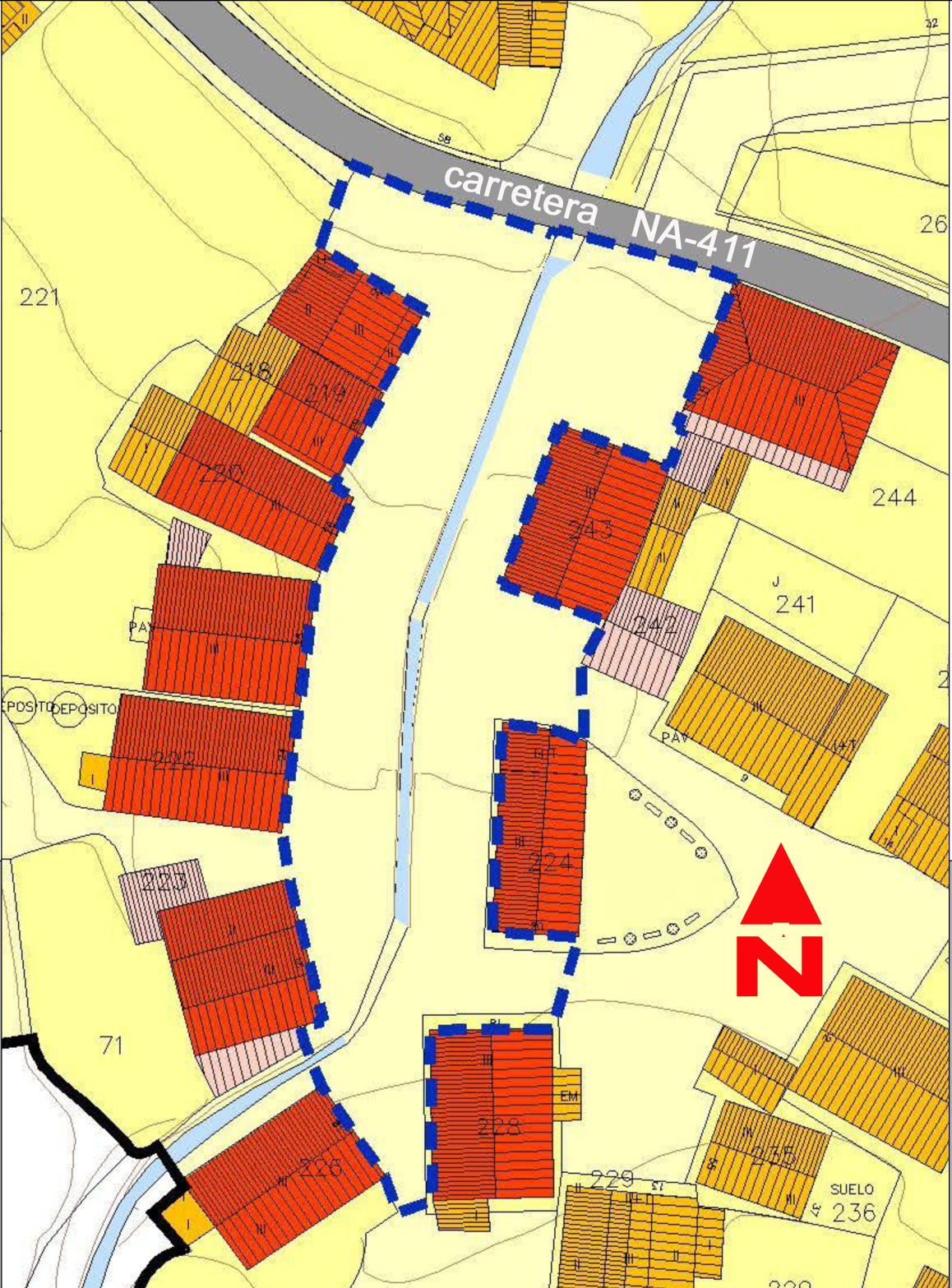
Espacio urbano alrededor a la regata

El núcleo original de Auza se situaba al sur del camino -actual carretera NA-411- que unía Larráinzar, situada al este- de Ilarregui, al oeste. Su caserío se situaba en una zona relativamente llana, cruzada por una regata que procedía de los montes situados al sur. Al norte de ese camino se situaba, junto con la iglesia parroquial de San Martín, unas pocas construcciones. A lo largo del siglo XX, la población se fue extendiendo a lo largo de la carretera, hasta alcanzar al oeste el inicio de la carretera a Elzaburu (Na-4116).
La iglesia de San Martín, es una construcción relativamente moderna, pero con sus orígenes en la Edad Media, como testimonia el tesoro pictórico, de estilo gótico que conserva. Por los demás, la sencillez de la planta parece remontarse también a aquella edad. Dispone de una sola nave, con cabecera recta y crucero que se marca al exterior; la torre se sitúa a los pies de la nave, de planta cuadrara y con tres cuerpos escalonados. La portada es del siglo XVIII. Guarda varias pinturas de estilo gótico; testimonio del origen medieval
El espacio urbano que rodea la regata tiene especial interés, y por el modo en que se sitúan las casas, y sus formas tradicionales caracterizan la población. El margen izquierdo de la regata, dejando junto a ella una amplia calle se sitúa un buen número de casas, separadas entre sí por los tradicionales echecartes, y con los hastilles dando frente a la regata; son casas de dos plantas más un sobrado en el que frecuentemente se abren balcones secaderos; los huecos quedan enmarados de piedra, con sillares en los encadenados esquineros; las cubiertas a dos aguas disponen de fuertes aleros sobre los hastiales. En el margen derecho las casas dejan entre ellas espacios amplios, que en algún caso dan paso a un espacio abierto separado de la regata. En ese espacio se sitúa la posada, y algunas casas más.

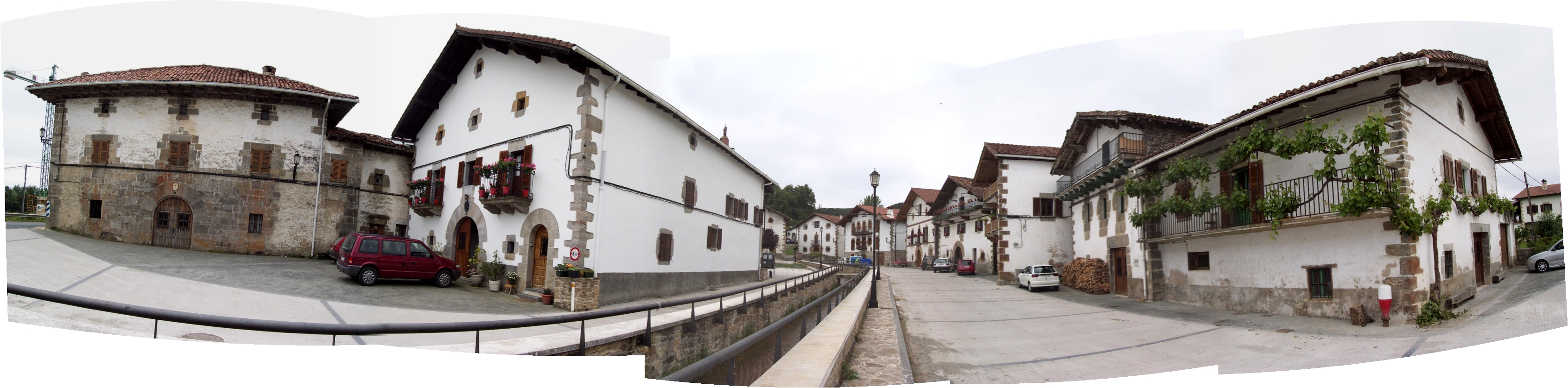
Vista de Auza desde la carretera NA-411 de Ostiz a Urriza. En el centro la calle San Martín, flanqueada por una regata canalizada.